# (19719) Glasser
(19719) Glasser est un astéroïde de la ceinture principale.

## Description
(19719) Glasser est un astéroïde de la ceinture principale. Il fut découvert le 9 novembre 1999 à Fountain Hills (Arizona) par Charles W. Juels. Il présente une orbite caractérisée par un demi-grand axe de 2,93 UA, une excentricité de 0,32 et une inclinaison de 13,3° par rapport à l'écliptique.

## Compléments